# ルーガ県
ルーガ県(Département de Louga)はセネガル共和国ルーガ州にある県。ルーガ市とコキ郡、クル・モマール・サール郡、ンベジェン郡、サカル郡からなる。県都はルーガ。